# Biraïta-(La)
La biraïta-(La) és un mineral de la classe dels silicats que pertany al grup de la biraïta. Rep el nom per ser l'anàleg de lantani de la biraïta-(Ce).

## Característiques
La biraïta-(La) és un sorosilicat de fórmula química La₂Fe2+(CO₃)(Si₂O₇). Va ser aprovada com a espècie vàlida per l'Associació Mineralògica Internacional l'any 2020, sent publicada l'any 2021. Cristal·litza en el sistema monoclínic. La seva duresa a l'escala de Mohs és 5.
L'exemplar que va servir per a determinar l'espècie, el que es coneix com a material tipus, es troba conservat a les col·leccions del Museu Mineralògic Fersmann, de l'Acadèmia de Ciències de Rússia, a Moscou (Rússia), amb el número de registre: 5557/1.

## Formació i jaciments
Va ser descoberta a Mochalin Log, a la localitat de Kixtim (óblast de Txeliàbinsk, Rússia). Aquest indret és l'únic a tot el planeta on ha estat descrita aquesta espècie mineral.